# Tramvajová doprava v Nižním Novgorodě

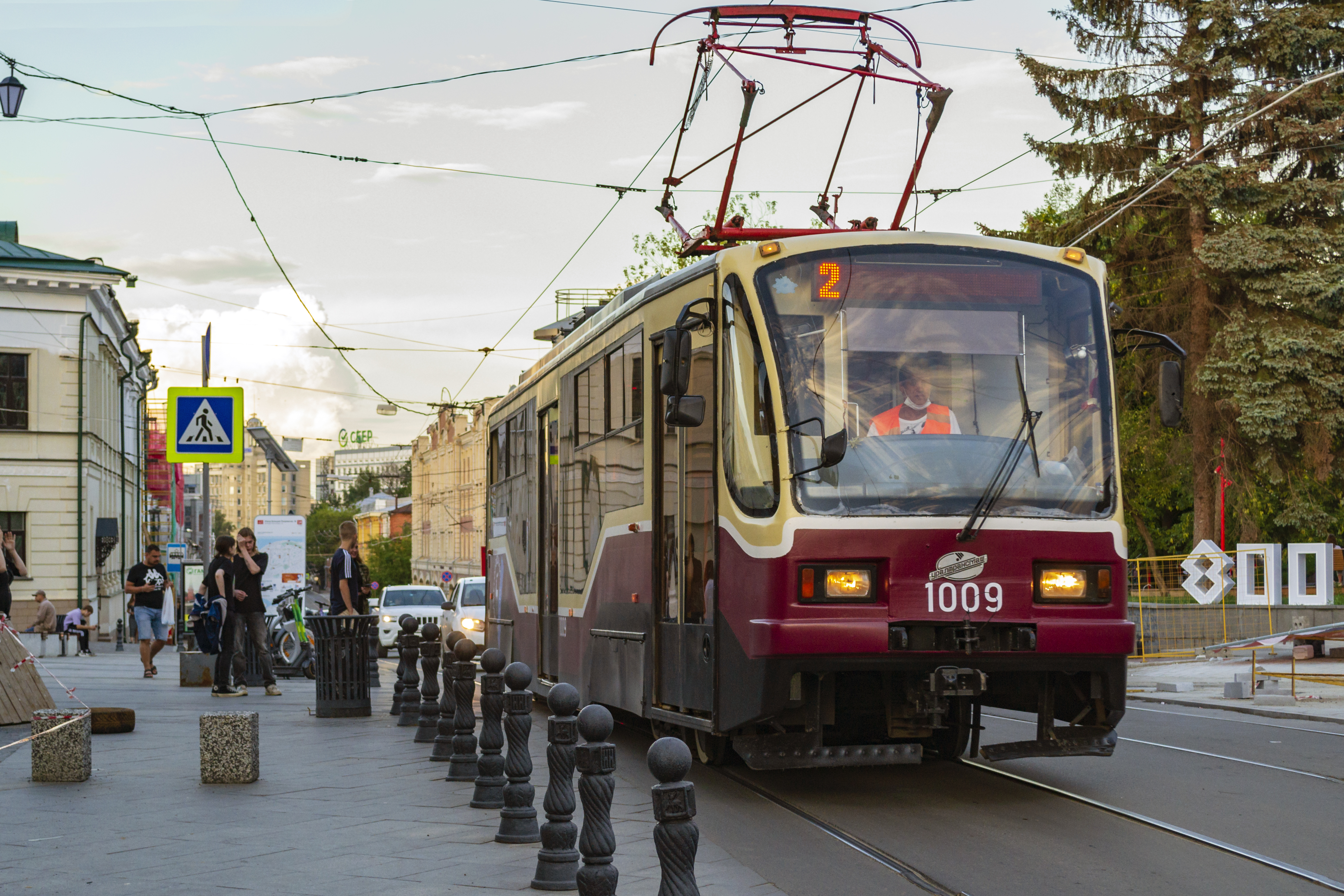
Tramvaj UTM-7 v Nižním Novgorodě

Tramvajová doprava v Nižním Novgorodu doplňuje systém metra a je významnou sítí MHD ve městě.
Síť s rozchodem kolejí na ruské poměry klasickým, 1524 mm, byla v roce 2007 dlouhá 98 km (to je pro srovnání zhruba 3/4 délky sítě pražské). V celkem třech vozovnách (rusky Нагорное, Гордеевское, Автозаводское – Nagornoje, Gordějevskoje, Avtozavodskoje, v ruštině depa) se nachází dohromady kolem dvou set tramvajových vozů, velká část z nich je čtyřdveřová. Provozovatelem celé sítě je společnost MUP Nižegorodelektrotrans.

## Historie

### Zavedení

Tramvajová síť v roce 1896

Elektrická trakce se v Nižním Novgorodě se objevila jako v jednom z prvních měst Ruska. Staršími byly ještě – v rámcích tehdejšího Ruského impéria – ta kyjevská nebo – v rámcích současného Ruska – královecká. Navíc, o rok dříve byla zavedena sezonní tramvajová doprava na ledu Něvy v Petrohradu.
Podnětem k zavedení elektrické trakce se stala 16. všeruská umělecko-průmyslová výstava roku 1896. Neobvyklé na tom bylo to, že v průběhu několika týdnů byly zprovozněny čtyři tratě tří různých majitelů, přičemž síť každého majitele měla jiný rozchod.
Prvními tramvajemi se cestující svezli 20.greg./8.jul. května 1896. Trať rozchodu 1524 mm o délce 4,3 km vybudovala německá společnost Siemens und Halske. Jmenovala se Kunavinskaja a vedla levým břehem Oky od pontonového mostu přes areál jarmarku a předměstí Kunavino k železničnímu nádraží a pak k areálu výstavy.

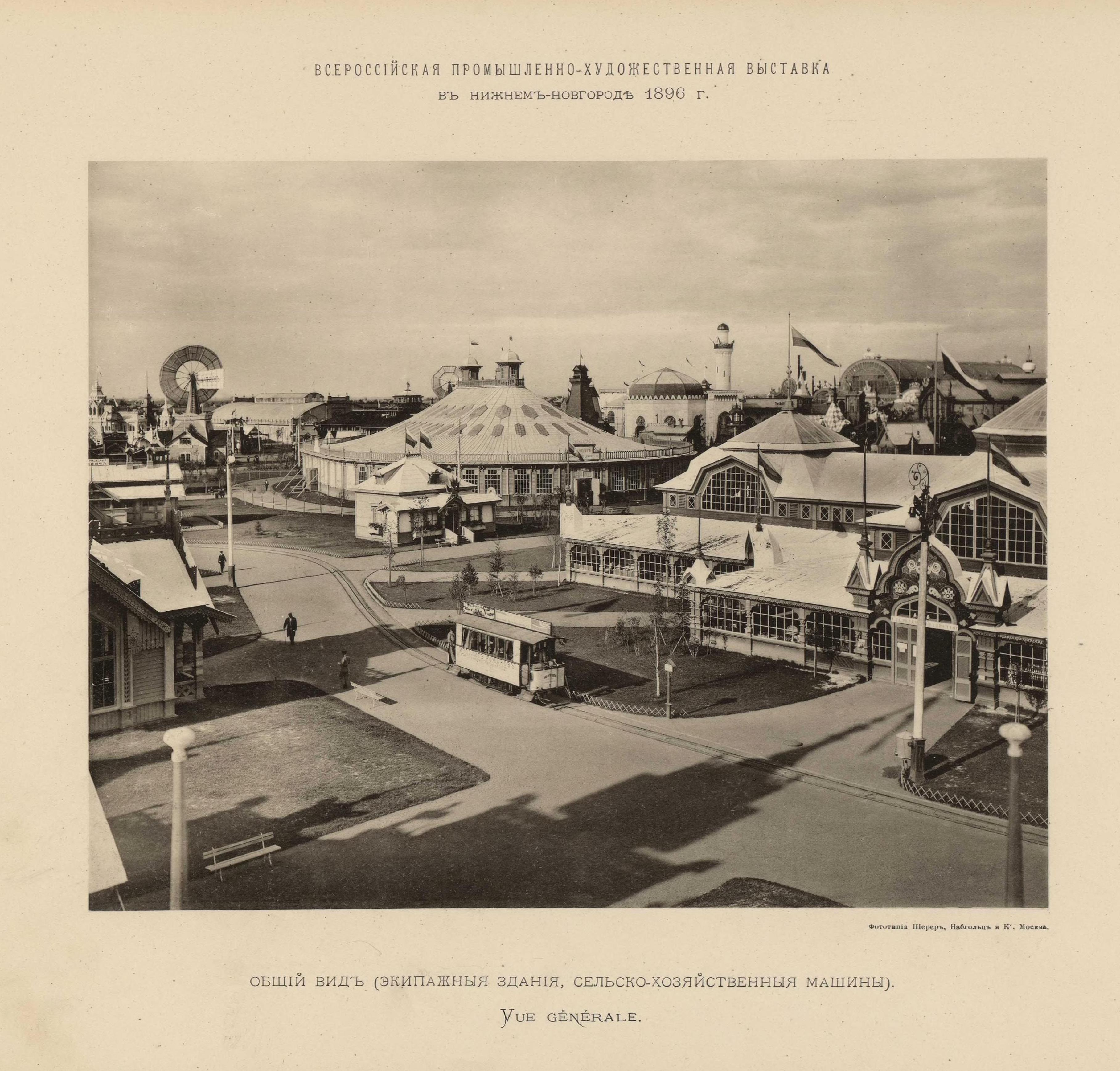
Nižněnovgorodské výstaviště s tramvajovou tratí s rozchodem 750 mm

21.greg./9.jul. června byl zahájen provoz na trati další, tentokrát však úzkorozchodné (750 mm) a s podzemním napájením. Jednalo se o jednosměrný okruh územím výstavy, dlouhý 3,7 km. Vlastníkem trati byla „Společnost pro využití elektřiny M. M. Podobědova & spol.“ Patřil jí mj. i zvláštní vůz pro carskou rodinu.
V tentýž den na pravém břehu Oky na území samého města byly zprovozněny i nové trati s rozchodem 1000 mm, které postavila společnost „R. K. von Hartman & spol.“ Obě byly jednokolejné a s výhybnami. První z nich (Věrchněbazarnaja) byla dlouhá celkem 3,7 km a vedla přes kreml a dále bohatšími čtvrtěmi vysoce položené části města. Druhá (Nižněbazarnaja) měla jen 1,4 km a vedla podél břehu Volhy a Oky přes obchodní čtvrti. Konečné stanice obou tratí byly navzájem spojeny dvěma lanovými dráhami, Pochvalinskou a Kremelskou.
O několik dní později prodloužením Kunavinské trati přes pontonový most bylo zajištěno spojení s Nižněbazarnou tratí a Pochvalinskou lanovkou. Tramvajová síť tak začala postupně fungovat jako jednotný celek.
Od začátku se počítalo s tím, že Výstavní a Kunavinskaja tratě budou fungovat jako exponát výstavy a po její ukončení budou uzavřeny. Avšak společnost von Hartmana vykoupila tu druhou, a obnovila na ní provoz od mostu až k nádraží (s menší změnou trasy na území jarmarku). Roku 1897 byla cela síť prodána Ruské společnosti elektrických drah a elektrického osvětlení.
Tramvajová síť postrádala pevné spojení mezi oběma břehy Oky. V létě fungoval pontonový most, v zimě se koleje ukládaly na led řeky. V době posunu ledu na podzim a na jaře se spojení přerušovalo, občas i na několik týdnů. Tento problém byl vyřešen v roce 1933, kdy byl postaven Kanavinský most.

### Předrevoluční doba

Tramvajová síť v roce 1917

Roku 1901 byly postaveny nové úseky ke Krestovozdviženskému monastýru a k Ostrožnému náměstí (dnešní Svobody), a taky byly provedeny drobné úpravy tras v horní části města, čímž celková délka tratí dosáhla 7 km. Byly zařízeny dvě linky: Kremljovsko-Monastýrskaja a Pochvalinsko-Ostrožnaja s přestupním bodem na Novém náměstí (dnešní Gorkého). Téhož roku byla uzavřena nová smlouva mezi městem a provozovatelem, jíž byla stanovena provozní doba (od června do září 7–22 hod., od října do května 8–20 hod. kromě svátků), jízdné a výhody pro žáky. Podle smlouvy patřila tramvajová síť městu, provozovatel na ni měl až do roku 1931 koncesní právo; město mělo od roku 1914 právo předčasně odkoupit koncesi za předem určenou cenu.
Využití tramvají postupně stoupalo, v roce 1909 bylo přepraveno 7,5 milionu cestujících. V roce 1906 městská duma začala probírat rozšíření tramvajové sítě. Byly navrženy tratě k nově vznikajícím průmyslovým předměstím; v jihovýchodním směru od centra města měl vzniknout i tramvajový tunel. Brzy se však ukázalo, že společnost elektrického osvětlení hodlá provozovat pouze existující tratě, aby vytěžila ze své koncese co největší zisk, než je přenechá městu. Jedinou stavební činností byla roku 1910 přestavba Nižněbazarné tratě na široký rozchod a její propojení s Kanavinskou tratí.
Roku 1908 město samostatně postavilo od kremlu k jihovýchodním čtvrtím trať, a jelikož nemohlo investovat ve velkém, paradoxně šlo o koňku.
Jelikož se přibližoval rok 1914, v němž město mohlo odkoupit síť, městské úřady se čím dál tím víc utvrzovaly v záměru právě tak učinit: tramvaj byla vysoce výdělečným podnikem, zatímco její technický stav se neustále zhoršoval kvůli špatné údržbě. Padlo konečné rozhodnutí a za účelem odkoupení byla městem emitována zvláštní půjčka v rozsahu 1,4 milionu rublů na 49 let. Avšak kvůli právním tahanicím se dokončení převzatí protáhlo se až do poloviny roku 1916. Město získalo práva k provozu tramvají na svém vlastním území, zatímco linka projíždějící územím jarmarku byla provozována společně se společností elektrického osvětlení.
V té době už byla v plném proudu první světová válka.

### Rozvoj
Po občanské válce následoval v meziválečných letech prudký rozvoj; roku 1935 už tramvaje mohly používat 98,5 km kolejí, v časech poválečných pak ještě více. Začala se totiž budovat velká sídliště, kam bylo nutné zavést dopravu. Do roku 1965 se celý provoz tak rozrostl na 160,5 km tratí, avšak efektivnější autobusová doprava a nakonec od roku 1977 i metro začaly tramvaje postupně vytlačovat. Došlo tedy k útlumu, který se začal projevovat i po roce 1991, kdy nastalo vzhledem ke krizi v Rusku období úspor a rušení tratí.